# Río Tinguiririca
Le río Tinguiririca, est une rivière du Chili situé dans la région du Libertador General Bernardo O'Higgins. Il se jette dans le Lago Rapel.

## Géographie
La rivière naît  dans la Cordillère des Andes  de l'union des cours d'eau Las Damas et del Azufre. Le río Tinguiririca depuis son lieu de formation est orienté vers le nord-ouest sur 56 km, jusqu'aux environs de la ville de San Fernando, recevant dans cette région, à la hauteur de la ville de Puente Negro, les affluents Clarillo et Claro.